# Dry Kill Logic
Dry Kill Logic (ex. Hinge) — американская метал-группа, образовавшаяся в 1995 году в округе Уэстчестере, штате Нью-Йорк. Первая демозапись коллектива была издана лейблом Psychodrama Records (собственный лейбл Dry Kill Logic) в 1997.
В первоначальный состав группы входили: вокалист Клифф Ригано, гитарист Скотт Томсона, басист Дэйв Ковача и барабанщик Фил Аркьюри.
Спустя два года, с момента образования, Dry Kill Logic выпускают свой первый релиз, мини-альбом Cause Moshing Is Good Fun на собственном лейбле Psychodrama Records. В июле 1998 года, квартет вновь отправляется в студию, где приступает к записи второго EP под названием Elemental Evil.
После его выпуска в 1998 году, музыканты приступают к активной концертной деятельности в его поддержку, разделяя сцену с Coal Chamber, Incubus, System Of A Down, Anthrax и The Misfits.
В июне 2001 года Dry Kill Logic выпускают свой первый полноформатный релиз The Darker Side Of Nonsense на знаменитом американском лейбле Roadrunner Records.
Спустя три года, которые музыканты потратили на многочисленные выступления на различных фестивалях и написание нового материала, Dry Kill Logic сменив лейбл на TSPV Records выпустили новый лонгплэй The Dead And Dreaming, вскоре после его выхода коллектив расстался со своим прежним гитаристом, место которого занял Кэйзи Мэхоуни, ранее состоящий в нью-йоркской группе Downpore.
В 2006 году группа выпускает третий и последний на сегодняшний день студийный альбом под названием Of Vengeance And Violence на  Psychodrama/Repossession Records. В поддержку альбома начались гастроли по Австралии и Европе, группа планировала также выступления в США, Канаде и Японии, но из-за проблем с лейблом тур приостанавливается в январе 2007 года.
С конца 2000-х годов Dry Kill Logic прекращает активную деятельность и уходит в бессрочный отпуск.

## Музыкальный стиль и влияния
Стиль Dry Kill Logic описывается как ню-метал (первый альбом) и металкор (позднее творчество). Участники коллектива отмечали на себе влияние таких групп, как: Pantera, Sepultura, Fear Factory, Slipknot и Machine Head. Вокалист Клифф Ригано упоминал Фила Ансельмо, Джеймса Хетфилда и Элиса Купера как музыкантов, повлиявших на его творчество, а барабанщик Фил Аркьюри назвал игру Винни Пола своим основным источником вдохновения.

## Дискография

### Студийные альбомы
- The Darker Side Of Nonsense (2001)
- The Dead And Dreaming (2004)
- Of Vengeance And Violence (2006)

### EPs
- Cause Moshing Is Good Fun (1997) (EP)
- Elemental Evil (2000) (EP)
- Rot (2002) (EP)
- The Magellan Complex (2006) (EP)